# Harim
Harim (arab. ‏حارم‎) – miasto w północno-zachodniej Syrii, w muhafazie Idlib, przy granicy z Turcją. W spisie z 2004 roku liczyło 10 019 mieszkańców.

## Historia
W Harimie zachowała się średniowieczna twierdza, wykorzystywana w przeszłości m.in. przez krzyżowców.
Podczas wojny w Syrii, miejscowość została w listopadzie 2012 oblężona przez rebeliantów i zdobyta przez nich 24 grudnia tegoż roku.